# Sots Art

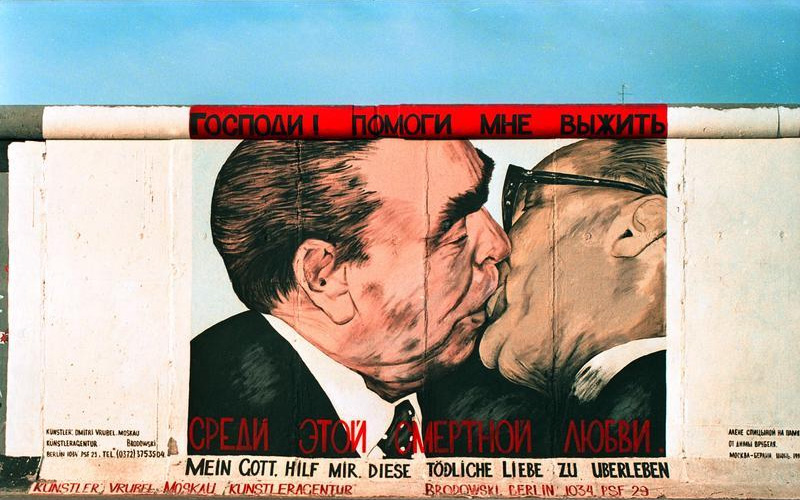
My God, Help Me to Survive This Deadly Love by Dmitri Vrubel on Berlin Wall, 1991

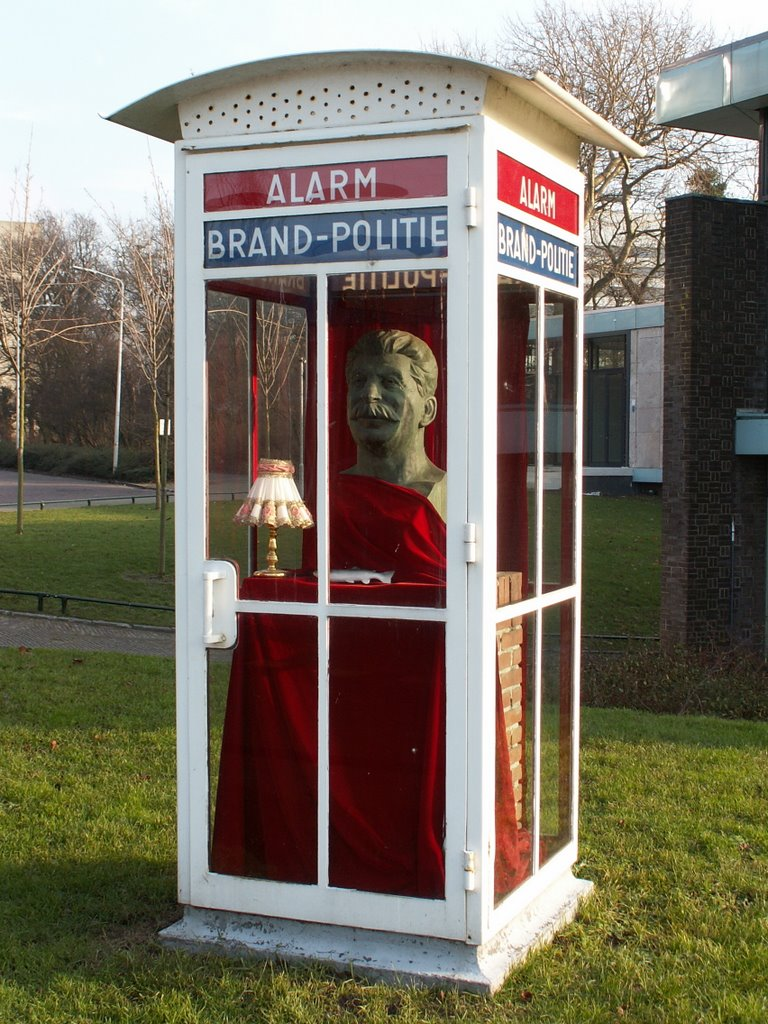
Stalin Monument (i Haag) av Komar and Melamid

Sots Art (kort för Socialist Art) hade sitt ursprung i Sovjetunionen i början av 1970-talet som en reaktion mot den officiella estetiska doktrinen  som var "Socialistisk realism". Ofta refereras den till som "Sovjetisk Pop Art".
Vitalij Komar och Alexander Melamid, skaparna av begreppet “Sots Art”, arbetade med reklam och fick ofta i uppdrag att använda den socialistiska realistiska estetiken i sina annonser och broschyrer.
Vintern 1972 fick Komar och Melamid uppdrag att designa de Unga Pionjärernas kommande sommarläger. När de satte upp skyltarna som var tänkta att stärka pionjärerna i sin övertygelse ändrade Komar och Melamid skyltarna, istället för den klassiska socialistiska realismens bilder fanns nu istället bilder av människor de kände, såsom deras fruar och även de själva.
Komar och Melamid fortsatte att ändra välkända sovjetiska symboler, där de ofta bytte ut Lenins och Stalins porträtt mot sina egna och signerade välkända Sovjetiska slagord med sina egna autografer.
Enligt Arthur Danto var Sots Arts attacker mot den officiella stilen lika de attacker som pop art levererade mot den västerländska livsstilen och den Tyska kapitalistiska realismen.

## Konstnärer
- Grisha Bruskin
- Eric Bulatov
- Vitaly Komar
- Alexander Kosolapov
- Igor Novikov (painter)
- Alexander Melamid
- Dmitri Prigov
- Leonid Sokov